# Sodalizio di vita cristiana

Emblema

Il Sodalizio di vita cristiana (in latino Sodalitium Christianae Vitae) è stato una società di vita apostolica della Chiesa cattolica: la sigla che i membri della congregazione, detti popolarmente sodaliti, posponevano al loro nome era S.C.V.

## Storia
Venne fondato nel 1971 dal teologo peruviano Luis Fernando Figari. L'8 luglio 1997 papa Giovanni Paolo II approvò il Sodalizio come società di vita apostolica di diritto pontificio.
La società è stata commissariata con decreto della Congregazione per gli istituti di vita consacrata e le società di vita apostolica il 10 gennaio 2018 a seguito delle numerose segnalazioni "che riguardano il regime interno, la formazione e la gestione economico-finanziaria" giunte alla Santa Sede nel corso degli ultimi anni.
Il gruppo religioso ha inoltre creato scandalo per via di abusi psicologici, fisici e sessuali ai danni di minori da parte dei suoi dirigenti, compreso il suo fondatore Luis Fernando Figari, sin dall'anno 2000. 
Nel luglio 2023 papa Francesco ha inviato in Perù due investigatori speciali per “indagare, ascoltare e riferire” sul caso: l’arcivescovo Charles Scicluna, e il sacerdote spagnolo Jordi Bertomeu; con Decreto del Dicastero per gli istituti di vita consacrata e le società di vita apostolica, datato 9 agosto 2024 ed esplicitamente approvato dal Santo Padre, il fondatore è stato espulso dal movimento da lui stesso creato, ai sensi del canone 746 del Codice di Diritto canonico.
Nel gennaio 2025 papa Francesco ha ordinato lo scioglimento dell'istituto.  Il 14 aprile 2025, è stato firmato il decreto di soppressione della società laicale.

## Attività e diffusione
Era composto da laici e sacerdoti che, avendo come punto di riferimento la dottrina sociale della Chiesa, si dedicavano particolarmente all'apostolato fra i giovani, alla solidarietà con i poveri, all'evangelizzazione della cultura ed alla promozione della famiglia. La sede era a Lima, dove risiedeva il superiore generale.
Al 31 dicembre 2005, il Sodalizio contava 32 case e 238 membri, 23 dei quali sacerdoti.